# Macroglossum insipida
Espèce
Macroglossum insipida est une espèce de lépidoptères de la famille des Sphingidae, de la sous-famille des Macroglossinae, tribu des Macroglossini, sous-tribu des Macroglossina, et du genre Macroglossum.

## Description
Imago
L'envergure varie de 40 à 54 mm. La tête et le thorax sont gris avec une ligne sur le vertex. L'abdomen est grisâtre avec des bandes latérales jaunes sur les 2e, 3e et 4e segments, et des taches foncées appariées sur le vertex. Il y a des marques plus sombres sur les segments terminaux. Les touffes anales sont grisâtres à la base puis noires. Le thorax est brun pâle. Les ailes antérieures sont grisâtres avec deux lignes subbasales indistinctes. La partie antémédiane montre une bande sombre incurvée. Les marques sous-apicales sont proéminentes et continuent vers l'angle externe comme une ligne submarginale. La face ventrale des ailes postérieures comporte trois lignes transversales, dont il existe également des traces sur les ailes antérieures.
La chenille
Elle est rouge pâle avec des points violacés. Une ligne subdorsale pâle court avec des marges sombres. Des bandes obliques latérales sombres peuvent être vues du 3e au 10e somites. La corne est noire. Dans les premiers stades, la chenille est brune et terne.

## Répartition et habitat
Répartition
L'espèce est connue au Sri Lanka, dans le Sud et dans l'Est de l'Inde, au Népal, en Thaïlande, dans le Sud de la Chine, à Taïwan, au Japon (archipel de Ryukyu), au Vietnam , en Malaisie (péninsulaire, Sarawak), en Indonésie, à Papouasie-Nouvelle-Guinée et au Queensland.

## Biologie
Les adultes volent à l’intérieur des buissons pour atteindre des fleurs profondes, en particulier celles de Duranta erecta. Ils sont actifs à l'aube et au crépuscule. Des chenilles ont été observées se nourrissant de Hedyotis hydyotidea et Hedyotis acutangulata à Hong Kong, Hedyotis uncinella et Hedyotis scandens en Inde, ainsi que de Spermacoce hispida, Borreria et Corchorus capsularis.

## Systématique
L'espèce Macroglossum insipida a été décrite par le naturaliste britannique Arthur Gardiner Butler en 1875. La localité type est le Sri Lanka.

### Synonymie
- Macroglossa troglodytus Boisduval, 1875
- Macroglossum insipida sinensis Mell, 1922

### Liste des sous-espèces
- Macroglossum insipida insipida
- Macroglossum insipida papuanum Rothschild & Jordan, 1903 (Papouasie Nouvelle Guinée et le Queensland)

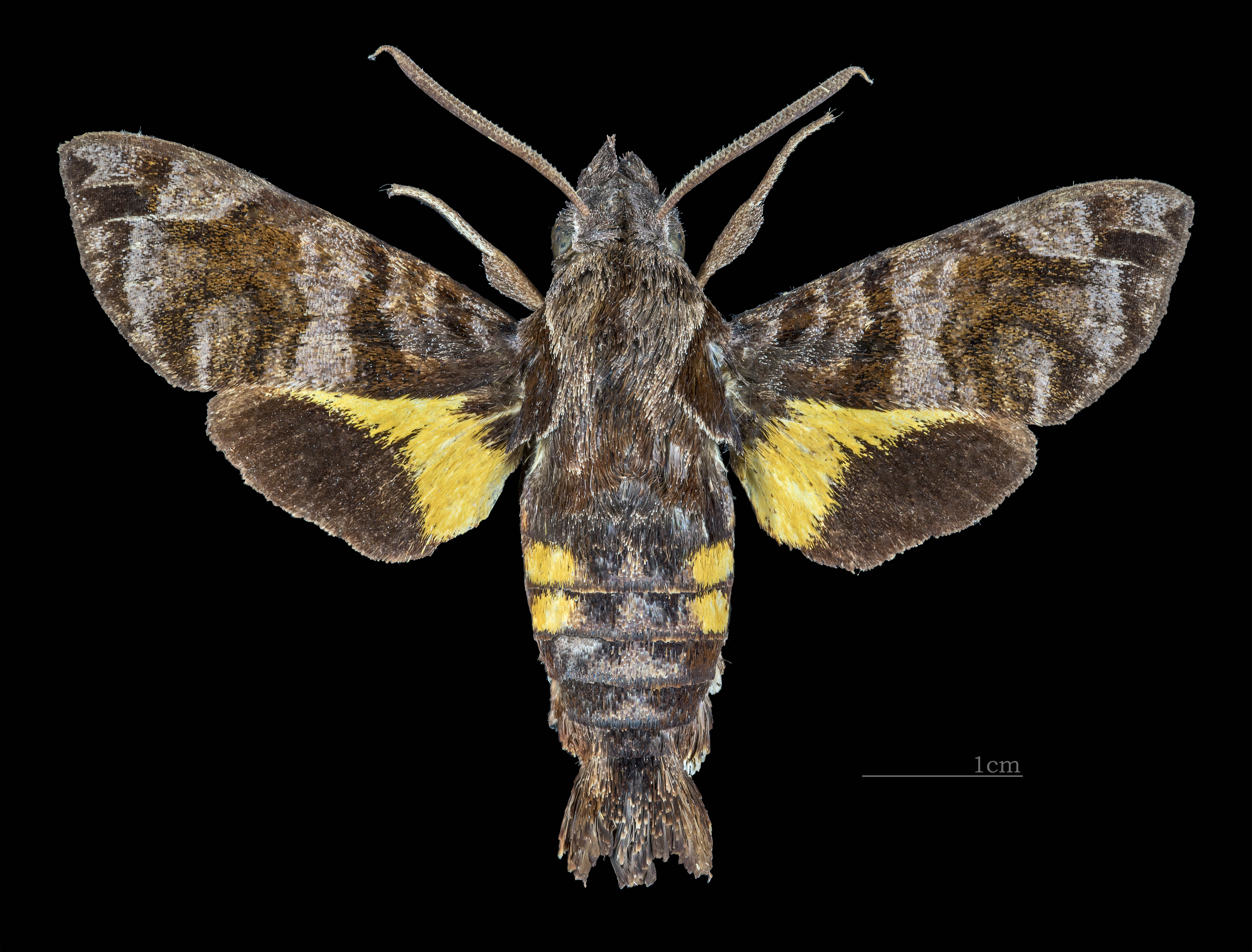
Macroglossum insipida papuanum Mâle face dorsale
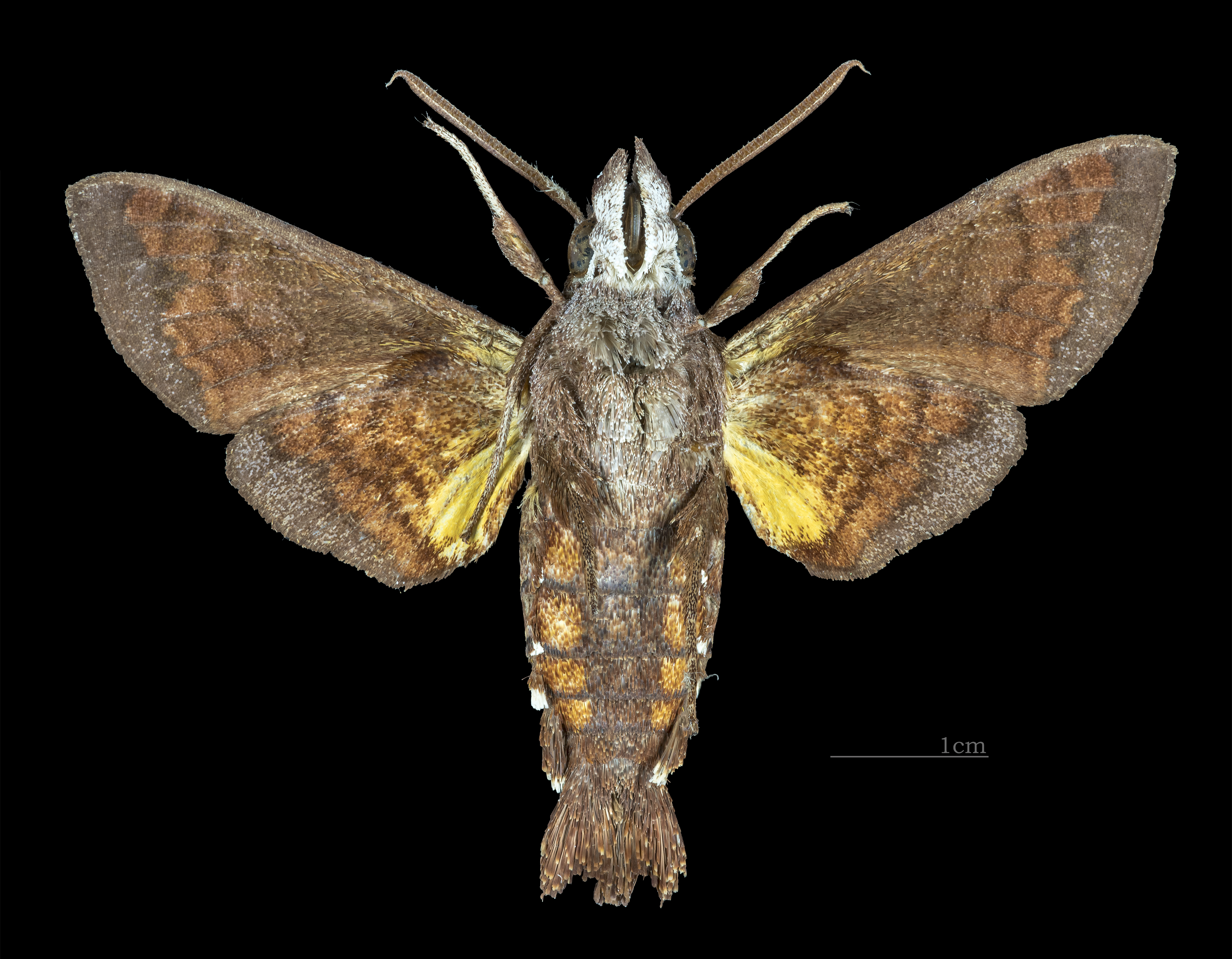
Macroglossum insipida papuanum Mâle face ventrale